# توجيه مركبة
توجيه مركبة وصفا للطريقة التي تستجيب بها السيارة ذات العجلات وتتفاعل مع السائق، وكذلك كيفية تحركها على طول مسار أو طريق. يتم الحكم عليها بشكل عام من خلال كيفية أداء السيارة بشكل خاص أثناء الانعطاف والتسارع والكبح وكذلك على استقرار اتجاه السيارة عند التحرك في حالة مستقرة.
في صناعة السيارات، يعتبر التوجيه والكبح المكونات الرئيسية لسلامة السيارة «النشطة»، بالإضافة إلى قدرتها على الأداء في سباق السيارات. أحيانًا ما تتم مناقشة الحد الأقصى للتسارع الجانبي بشكل منفصل على أنه «ثبات على الطريق». (هذه المناقشة موجهة على مركبات الطرق بثلاث عجلات على الأقل، ولكن بعضها قد ينطبق على المركبات الأرضية الأخرى). السيارات التي تسير على الطرق العامة والتي تؤكد متطلباتها الهندسية على التعامل مع الراحة ومساحة الركاب تسمى سيارات رياضية.

## العوامل التي تؤثر على التعامل مع السيارة

### توزيع الوزن

#### مركز ارتفاع الكتلة
| نموذج                   | نموذج عام | ارتفاع CoG             |
| ----------------------- | --------- | ---------------------- |
| دودج رام B-150          | 1987      | 85 سنتيمتر (33 بوصة)   |
| شيفروليه تاهو           | 1998      | 72 سنتيمتر (28 بوصة)   |
| لوتس إليز               | 2000      | 47 سنتيمتر (19 بوصة)   |
| تسلا موديل S            | 2014      | 46 سنتيمتر (18 بوصة)   |
| شيفروليه كورفت (C7) Z51 | 2014      | 44.5 سنتيمتر (18 بوصة) |
| ألفا روميو 4 سي         | 2013      | 40 سنتيمتر (16 بوصة)   |
| سيارة فورمولا 1         | 2017      | 25 سم (10 في)          |